# Tony DeZuniga
Tony DeZuniga est un dessinateur de comics, né le 8 novembre 1932 à Manille aux Philippines et mort le 11 mai 2012. Il travailla tout d'abord pour des éditeurs philippins avant d'être engagé par l'éditeur américain DC Comics. Il poursuit sa carrière aux États-Unis en tant que dessinateur avant de se tourner vers le monde du jeu vidéo où il devient concept designer.

## Biographie
Tony DeZuniga naît en 1932 à Manille aux Philippines. Dès l'âge de seize ans il est lettreur pour un magazine philippin. 
Après ses études à l'université de Santo Tomas de Manille, il travaille pour des agences de publicité tout en produisant des histoires pour des comics philippin. C'est à la même période qu'il rencontre son épouse, avec laquelle il aura trois filles. 
Il déménage ensuite aux États-Unis. Il trouve tout d'abord un emploi dans l'illustration de livres avant d'être engagé par l'éditeur de comics DC Comics. Il travaille sur de nombreuses séries dont Jonah Hex qu'il crée en collaboration avec le scénariste John Albano. Il quitte par la suite DC pour Marvel Comics où il dessine des épisodes des X-Men, du Punisher, etc. Il quitte ensuite les comics pour la création de jeux vidéo où il dessine des concepts pour SEGA, Sony, etc.. Il enseigne aussi le dessin au Lodi Arts Commission.
En 2011, il reçoit un prix Inkpot au San Diego Comic-Con. En 2023, il est inscrit au temple de la renommée Will Eisner, pour l'ensemble de son œuvre.